# Veronika Remišová

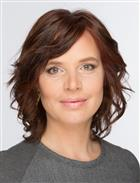
Veronika Remišová

Veronika Remišová (* 31. Mai 1976 in Žilina, Tschechoslowakei) ist eine slowakische Politikerin und Vorsitzende der Partei Za ľudí (Für die Menschen). In der Regierung Matovič bekleidet sie das Amt der stellvertretenden Ministerpräsidentin und zugleich Ministerin für Investitionen, Regionalentwicklung und Digitalisierung.
Remišová studierte an der Hochschule für Musische Künste Bratislava (VŠMU) im Fach Theaterkunst und erhielt dort Master- und Doktorgrade, außerdem studierte sie audiovisuelle Kommunikation an der Université Paris 1 Panthéon-Sorbonne und der Collège d’Études Interdisciplinaires in Brüssel. Sie arbeitete fast zehn Jahre lang für die Europäische Kommission, bevor sie in die Slowakei zurückkehrte.
Vor dem Eintritt in die nationale Politik war Remišová von 2014 bis 2018 Abgeordnete in der Stadtteilvertretung von Staré Mesto in Bratislava, außerdem kandidierte sie erfolglos in der Europawahl 2014 für Nationalrat als Mitglied der Protestpartei OĽaNO. In der Wahl 2016 schaffte sie den Einzug in den Nationalrat mit OĽaNO. Mitte Juni 2019 wechselte sie in die entstehende Partei Za ľudí des slowakischen Ex-Präsidenten Andrej Kiska und wurde auf dem ersten Parteikongress zur stellvertretenden Parteivorsitzenden gewählt. In der Wahl 2020 wurde sie erneut Nationalratsabgeordnete und zur stellvertretenden Ministerpräsidentin für Za ľudí gekürt. Nach dem Rückzug von Andrej Kiska aus der Politik wurde sie auf dem Parteikongress am 8. August 2020 zur neuen Vorsitzenden der Partei gewählt.
Remišová spricht fließend Englisch, Französisch und Spanisch.